# خواکین مونتانیس
خواکین مونتانیس (انگلیسی: Joaquín Montañés؛ زادهٔ ۱۵ اوت ۱۹۵۳) بازیکن فوتبال اهل اسپانیا است.
از باشگاه‌هایی که در آن بازی کرده‌است می‌توان به باشگاه فوتبال آلمانیا آخن اشاره کرد.